# Biografiskt lexikon för Finland
La Biografiskt lexikon för Finland (BLF) est une encyclopédie biographique en suédois qui a commencé à être publiée en 2008.
La BLF est en partie basée sur le contenu de l'Encyclopédie biographique nationale de Finlande (Suomen kansallisbiografia), une encyclopédie en langue finnoise, à partir de laquelle des articles sont traduits, mais il contient également des articles originaux - principalement sur des personnes liées à la culture suédophone en Finlande